# Toray Pan Pacific Open 2017
Il Toray Pan Pacific Open 2017 è stato un torneo di tennis giocato sul cemento. È stata la 42ª edizione del Toray Pan Pacific Open, che fa parte della categoria Premier nell'ambito del WTA Tour 2017. Si è giocato all'Ariake Coliseum di Tokyo, in Giappone, dal 18 al 24 settembre 2017.

## Partecipanti

### Teste di serie
| Nazionalità | Giocatrice          | Ranking* | Testa di serie |
| ----------- | ------------------- | -------- | -------------- |
| Spagna      | Garbiñe Muguruza    | 1        | 1              |
| Rep. Ceca   | Karolína Plíšková   | 4        | 2              |
| Danimarca   | Caroline Wozniacki  | 6        | 3              |
| Regno Unito | Johanna Konta       | 7        | 4              |
| Slovacchia  | Dominika Cibulková  | 9        | 5              |
| Polonia     | Agnieszka Radwańska | 11       | 6              |
| Germania    | Angelique Kerber    | 14       | 7              |
| Francia     | Kristina Mladenovic | 15       | 8              |
| Francia     | Caroline Garcia     | 20       | 9              |

* Ranking al 11 settembre 2017.

### Altre partecipanti
Le seguenti giocatrici hanno ricevuto una wild card per il tabellone principale:
- Risa Ozaki
- Kurumi Nara

Le seguenti giocatrici sono passate dalle qualificazioni:

- Madison Brengle
- Jana Čepelová
- Magda Linette
- Hsieh Su-wei

La seguente giocatrice è entrata in tabellone come lucky loser:
- Aljaksandra Sasnovič

## Campioni

### Singolare femminile
Caroline Wozniacki ha sconfitto in finale  Anastasija Pavljučenkova con il punteggio di 6–0, 7–5.
- È il ventiseiesimo titolo in carriera per la Wozniacki, primo della stagione e terzo qui a Tokyo.

### Doppio femminile
Andreja Klepač /  María José Martínez Sánchez hanno sconfitto in finale  Dar'ja Gavrilova /  Dar'ja Kasatkina con il punteggio di 6–3, 6–2.